# Black and Tan
Black and Tan (1929), anche noto come Black and Tan Fantasy è un breve film scritto e diretto da Dudley Murphy per l'interpretazione di Duke Ellington e della sua Orchestra. Il film fu registrato con l'uso del sistema "suono su pellicola" Photophone della RCA e fu pubblicato dalla RKO Radio Pictures il giorno 8 dicembre 1929.
Nel film, Duke Ellington e la sua Orchestra suonano le composizioni di Ellington "Black and Tan Fantasy", "Black Beauty", "The Duke Steps Out", e "Cotton Club Stomp" (omessa dai titoli).
Il 13 febbraio 2001, Black and Tan fu ripubblicato dalla Kino International nella collana "The Best of Jazz and Blues (Hollywood Rhythm Volume 1)".

## Trama
Duke e la sua orchestra (accreditati come Duke Ellington and His Cotton Club Orchestra) cercano di mettere in scena uno show; la ballerina, interpretata da Fredi Washington, insiste per partecipare, nonostante sia malata. Nel corso dello show, la ballerina crolla sul palco e viene portata al suo camerino, mentre l'orchestra continua a suonare. La ballerina viene raggiunta in camerino da Duke, ma muore poco dopo.